# Abner Felipe
Abner Felipe Souza de Almeida (geboren am 30. Mai 1996 in Londrina, Brasilien), kurz Abner Felipe, ist ein brasilianischer Abwehrspieler, der derzeit beim RWD Molenbeek unter Vertrag steht.

## Karriere

### Verein

#### Anfänge
Im Jahr 2011 spielte Abner noch für den PSTC (Londrina Atlethentraningclub) und trat bei einem Spiel gegen den Verein Coritiba an. Bei diesem Spiel erkannte Coritiba sein Talent und wurde für drei Jahre verpflichtet. Sein Debüt in der Profi-Liga gab er am 18. September 2013 beim 2:2-Heimspiel gegen Goiás, wo er gegen Sergio Esquerdo eingewechselt wurde. Dies war sein einziges Spiel für den Club. Im Oktober 2013 verletzte er sich schwer am Knie und fiel für längere Zeit aus. Europäische Vereine, unter anderem Real Madrid zeigten großes Interesse.

#### Real Madrid
Nachdem er 18 Jahre alt wurde, wechselte er am 23. Juli 2014 zu Real Madrid. Dort wurde er für die zweite Mannschaft in der Segunda División B verpflichtet. Sein Debüt gab er am 8. August 2014 bei der 2:1-Niederlage gegen Atlético Madrid. als er gegen Javier Noblejas eingewechselt wurde. Im September 2014 zog er sich einen weiteren Kreuzbandriss, wieder am linken Knie, zu. Am 10. Juli 2015, nach der vollständigen Genesung, wurde er von seinem Trainer Rafael Benítez in die Hauptmannschaft berufen, um an den Trainings in Australien zu beteiligen. Jedoch verletzte er sich, wenige Tage, später zum dritten Mal am selben Knie. Aus diesem Grund wurde er vom Kader gestrichen. Abner kehrte am 20. September 2015 wieder auf das Feld zurück und verletzte sich ein weiteres Mal am linken Knie. Nach seiner weiteren Verletzung dachte er daran, seine Karriere zu beenden, aber sein Trainer Zinédine Zidane überredete ihm weiterzumachen. In der Saison 2016/17 schaffte er 21 Mal, verletzungsfrei, an Ligaspielen teilzunehmen.

#### Estoril
Am 20. August 2017 wurde er für eine Saison an den Verein GD Estoril Praia ausgeliehen. Nach nur zehn Ligaspielen wurde sein Vertrag am 26. Februar 2018 wegen mangelhafter Leistung vorzeitig aufgelöst.

#### Rückkehr Brasilien
Im April 2018 kehrte Abner in seine Heimat zurück. Hier schloss er sich dem Paraná STC an. Von dem Klub wurde er direkt an seine alte Wirkstätte bei Coritiba ausgeliehen. Am 20. Juli wurde sein Vertrag bis zum Jahresende verlängert, der jedoch vorzeitig beendet wurde.
Ab dem 8. März 2019 war Abner an Athletico Paranaense ausgeliehen. Nach einer Zwischenstation beim unterklassigen EC Água Santa, kehrte er 2020 nach Europa zurück.

### Rückkehr Europa
Im September 2020 unterzeichnete der Spieler einen Kontrakt beim SC Farense. Nach der Saison 2022/23 wurde er zum besten linken Verteidiger der Liga gewählt.
Nach drei Jahren ging Abner nach Belgien zum RWD Molenbeek.

### Nationalmannschaft
Er war Teil der U-17-Fußball-Südamerikameisterschaft 2013 und der U-17-Fußball-Weltmeisterschaft 2013 in den Vereinigten Arabischen Emiraten. Später, bei der honduranischen U-17-Fußballnationalmannschaft verletzte er sich das erste Mal das Knie.

## Erfolge
Athletico Paranaense
- Staatsmeisterschaft von Paraná: 2019
- Copa do Brasil: 2019